# 탈곡

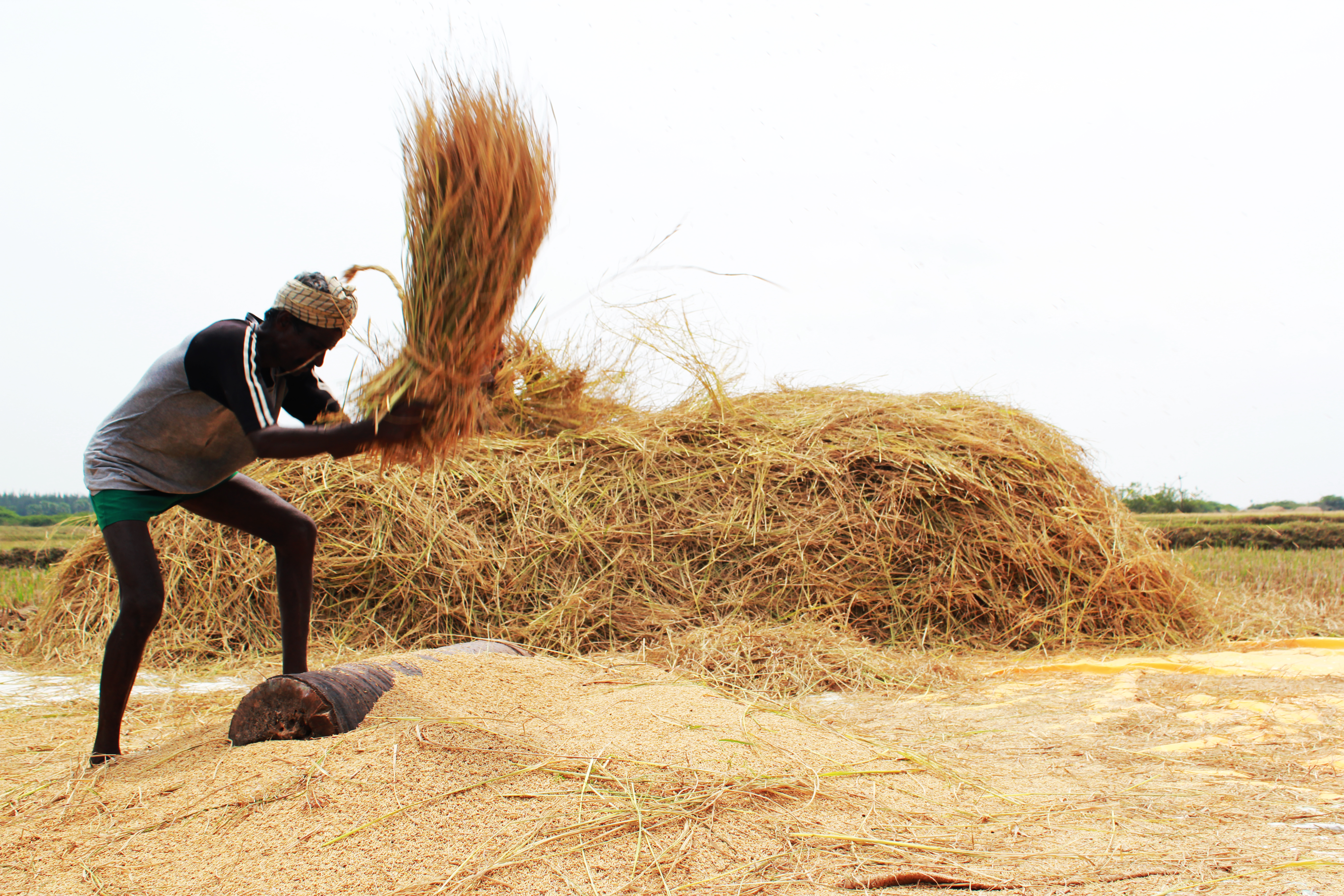
인도의 한 농부가 수공으로 탈곡하고 있다.

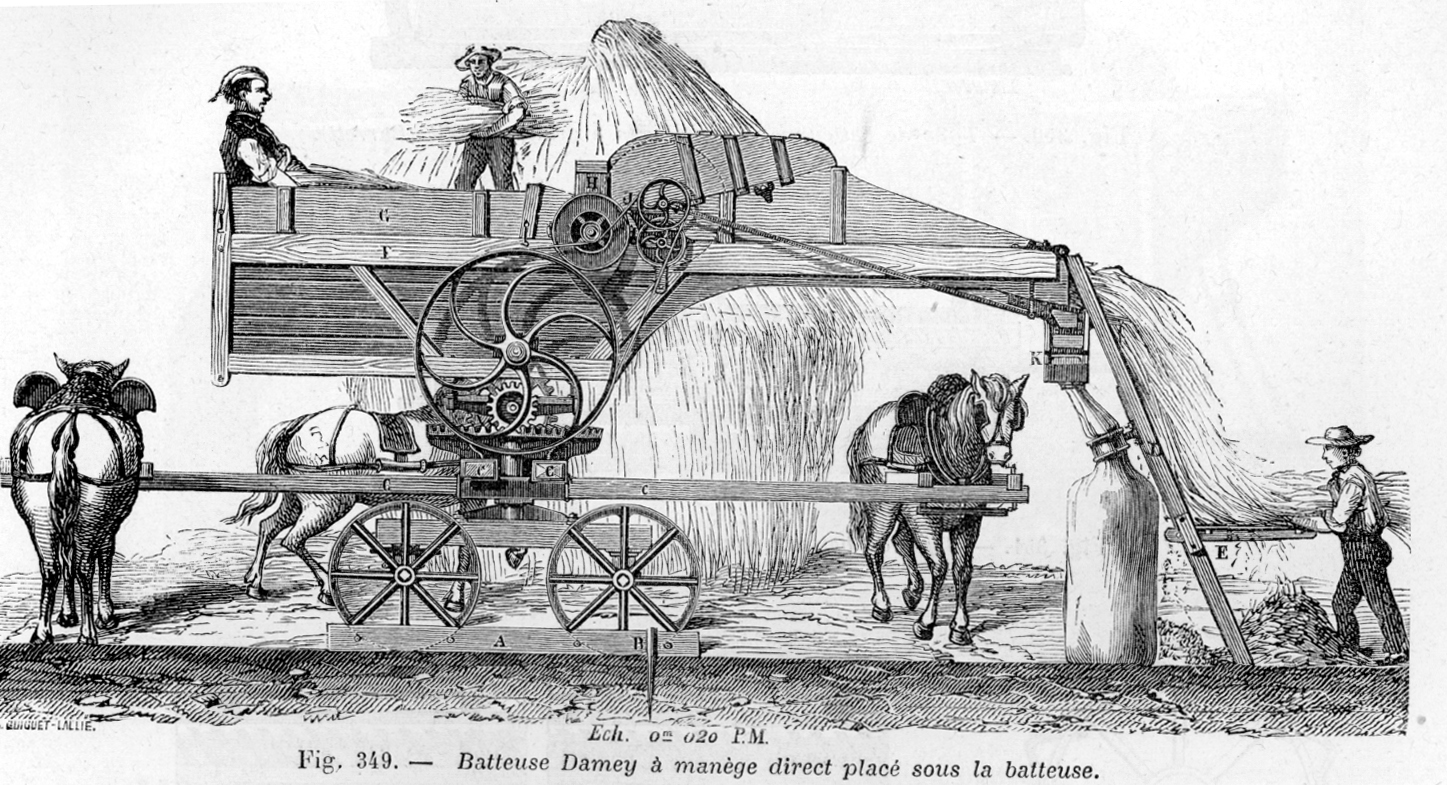
탈곡

탈곡(脱穀)은 벼나 보리 등의 곡립을 볏짚이나 이삭으로부터 분리시키는 일이다. 넓은 의미에서는 곡류이외의 두류 등의 열매를 줄기와 가지 등에서 채취하는 작업도 포함된다.

## 용어
곡식의 이삭을 떨어서 낟알을 거두는 일을 타작(打作), 바심, 풋바심이라고도 한다. 조바심은 조의 이삭을 떨어서 좁쌀을 만드는 것으로, 그렇게 마음을 졸이는 것을 표현한다.

## 역사
농업의 역사 전반에 걸쳐 탈곡 작업은 시간이 많이 걸리고 일반적으로 힘든 일이었다. 밀 한 부셸을 만드는 데 약 한 시간이 걸렸다. 탈곡이 기계화되기 전인 18세기 후반에는 농업 노동의 약 4분의 1이 탈곡에 투입되었다.
농업의 초기에는 재배된 작은 곡식을 손으로 껍질을 벗겼을 가능성이 크지만, 양이 많아짐에 따라 곡식은 막대기로 두들겨 지거나 땅에 두드려졌을 것이다. 양이 더욱 증가함에 따라 고대 이집트인들이 딱딱한 땅의 원형 인클로저에 느슨해진 단을 펴고 소, 양 또는 기타 동물을 그 위로 이리저리 몰고 곡물을 밟아내는 관행이 생겼다. 이 울타리는 높은 땅 위에 놓여 있어서 짚을 제거하면 바람에 겨가 날아가서 옥수수가 남게 되었다. 일부 지역에서는 이것의 현대적인 버전은 곡식을 시골길 표면에 뿌려서 지나가는 차량의 바퀴에 곡식이 탈곡될 수 있도록 하는 것이다.

## 같이 보기
- 탈곡기
- 도리깨
- 탈곡기
- 방아
- 탈립 : 의도치 않게 식물 특성상 이삭이 떨어지는 일